# 超ケーラー多様体
微分幾何学において、超ケーラー多様体(hyperkähler manifold)は、次元 4k次元のリーマン多様体で、完整群がSp(k)を含んでいる場合を言う（ここに、Sp(k) はシンプレクティック群のコンパクトな形を表していて、{\displaystyle k}-次元の四元数エルミート空間の四元数線型ユニタリ自己準同型の群と同一視される）。超ケーラー多様体は、ケーラー多様体の特別なクラスで、ケーラー多様体の四元数と考えることができる。超ケーラー多様体はみな、リッチ平坦であり、従って、Sp(k) はSU(2k)の部分群であることから容易に分かるように、カラビ・ヤウ多様体である。
超ケーラー多様体は、エウジェニオ・カラビにより 1978年に定義された。

## 四元数構造
超ケーラー多様体 M は、計量がケーラーであるということより、複素構造を持つ 2次元球面である（つまり、可積分な概複素構造を持つ）。
特に、そのような多様体は概四元数多様体であり、3つの異なる複素構造 I, J,  K が存在し、四元数の関係式
{\displaystyle I^{2}=J^{2}=K^{2}=IJK=-1\,}
を満たす。実数 {\displaystyle a,b,c} が
{\displaystyle a^{2}+b^{2}+c^{2}=1\,}
を満たすとしたときの任意の線型結合
{\displaystyle aI+bJ+cK\,}
もまた、M 上の複素構造である。特に、接空間 TxM は、各々の点 x で四元数ベクトル空間である。Sp(k) は I, J, K に関して線型である {\displaystyle \mathbb {R} ^{4k}=\mathbb {H} ^{k}} の直交変換群と考えることができる。このことから、多様体のホロノミーは Sp(k) に含まれることがわかる。逆に、リーマン多様体 M のホロノミー群が Sp(k) に含まれるならば、複素構造 Ix, Jx, Kx を TxM で選び、TxM を四元数ベクトル空間の中へ写像することができる。これらの複素構造の平行移動は求めている M 上の四元数多様体構造をもたらす。

## ホロノミックなシンプレクティック形式
超ケーラー多様体 (M,I,J,K) は、複素多様体 (M,I) と考えると、正則なシンプレクティック多様体（正則な非退化 2-形式をもつ）である。コンパクトな多様体の場合には、逆もまた正しいことが、ヤウのカラビ予想の証明の中で示された。コンパクトでケーラーなシンプレクティック多様体 (M,I) が与えられると、常に整合性を持つ超ケーラー計量を持つ。そのような計量は、与えられたケーラークラスに対し一意である。コンパクトケーラー多様体は代数幾何学からのテクニックを使い拡張されて研究され、正則シンプレクティック幾何学と呼ばれることもある。ボゴモロフ(Bogomolov)分解定理 (1974) により、コンパクトな正則シンプレクティック多様体 M のホロノミー群はちょうど Sp(k) となることと、M が単連結で、M 上の任意の正則シンプレクティック形式のペアが互いにスカラー倍となることとは同値である。

## 例
複素曲面の小平の分解により、任意のコンパクトな 4次元超ケーラー多様体は、K3曲面か、コンパクトトーラス {\displaystyle T^{4}} である。（SU(2) は、Sp(1) と同型であるので、すべての 4次元のカラビ・ヤウ多様体は超ケーラー多様体である。）
4次元のコンパクト超ケーラー多様体上の点のヒルベルトスキームは、超ケーラー多様体である。このことは、コンパクトな例に 2つの系列をもたらす。K3曲面上の点のヒルベルトスキームと一般化クンマー多様体である。
H で四元数を表し、G を Sp(1) の有限部分群として、H/G への漸近的な非コンパクトで完備な 4次元超ケーラー多様体は、漸近的局所ユークリッド空間(asymptotically locally Euclidean)、あるいは ALE空間として知られている。これらの空間と、異る漸近的振舞いによる様々な一般化は物理学において重力インスタントンの名称で研究されている。ギボンズ・ホーキング仮設(Gibbons–Hawking ansatz)は、円作用の下に不変な例をもたらす。
多くの非コンパクト超ケーラー多様体の例は、自己双対ヤン・ミルズ方程式の次元簡約から得られるあるゲージ理論の解のもジュライ空間から発生する。インスタントンモジュライ空間、モノポールモジュライ空間、ヒッチンのリーマン面上の自己双対方程式の解の空間、ナーム方程式の解の空間などがある。他の例として、表現論で非常に重要な中島箙多様体(Nakajima quiver varieties)がある。